# NGC 5983
NGC 5983 је елиптична галаксија у сазвежђу Змија која се налази на NGC листи објеката дубоког неба.
Деклинација објекта је + 8° 14' 30" а ректасцензија 15h 42m 45,5s. Привидна величина (магнитуда) објекта NGC 5983 износи 13,9 а фотографска магнитуда 14,9. NGC 5983 је још познат и под ознакама UGC 9983, MCG 1-40-12, CGCG 50-79, NPM1G +08.0415, PGC 55845.